# Oak Ridge (Floride)
Pour les articles homonymes, voir Oak Ridge.
Oak Ridge est une census-designated place du comté d'Orange, dans l'État de Floride, aux États-Unis,. En 2020, elle compte une population de 25 062 habitants.